# Potencia Popular
Potencia Popular (en tagalo: Lakas ng Masa, lit. 'Potencia de las Masas'; en inglés: Party of the Laboring Masses, lit. 'Partido de las Masas Trabajadoras') es un partido socialista democrático filipino.